# Верхний Бардым
Ве́рхний Барды́м — деревня в Свердловской области, входящая в муниципальное образование Артинский городской округ. Расположена в 15 км на запад от административного центра — посёлка городского типа Арти. Является частью Симиничинского сельского совета.

## Население
| 2002 | 2010 | 2021 |
| ---- | ---- | ---- |
| 334  | ↘291 | ↘173 |